# Serxhio Abdurahmani
Serxhio Abdurahmani, född den 17 juli 1992 i Elbasan i Albanien, är en albansk fotbollsspelare som spelar för den grekiska klubben Panelefsiniakos F.C.
Abdurahmani spelar primärt som anfallare och har bland annat spelat för den grekiska storklubben AEK Aten FC.